# Управление служб внутреннего надзора ООН
Управление служб внутреннего надзора ООН (УСВН) орган ООН занимающийся непосредственно инспектированием, аудированием, оценкой и консультированием Секретариата ООН и в целом Организации Объединённых наций
УСВН ООН было учреждено в 1994 году.

## Роль УСНВ и его функции
Управление представляет доклады Генеральному секретарю ООН, которые содержат информацию об использовании ресурсов организации и защиты своего имущества, а также предоставляет эти доклады в распоряжение Генеральной Ассамблеи. Доклады составляются на основе данных аудиторских проверок, расследований, инспекций, программ мониторинга, оценки и консультационных услуг оказанных Секретариату Организации Объединенных Наций и широкого круга подразделений Организации Объединенных Наций. Согласно информации с официального веб-сайта УСВН видит себя в качестве посредника помогающего различным отделам и офисам ООН создать  высокоэффективное управление ресурсами, унифицировать отчетность, обеспечить прозрачность деятельности и информировать о рисках.

## Структура УСНВ
Управление служб внутреннего надзора ООН (УСВН) состоит из следующих отделов:
- Отдел внутренней ревизии
- Отдел инспекции и оценки
- Отдел расследований